# 李品仙
李 品仙（り ひんせん）は、中華民国の軍人。新広西派（新桂系）の有力指揮官の1人で、北伐、反蔣戦争、日中戦争などを歴戦した。字は鶴令。

## 事績

### 湘軍での台頭
郷紳の家庭に生まれる。初めは旧学を学んだが、1907年（光緒33年）に蔡鍔が創設した広西陸軍小学に入学する。1910年（宣統2年）、湖北第3陸軍中学に進学して第2期生となり、その翌年には武昌起義（辛亥革命）に革命派として参加した。その後、帰郷して梧州で軍械局局員となっている。
1913年（民国2年）、保定陸軍軍官学校第1期生として入学し、この時に白崇禧と同学になった。翌年末に卒業し、帰郷して広西軍に入隊、護国戦争にも従軍している。1916年（民国5年）、所属していた連の連長が湖南軍（湘軍）に転じたため、李も湘軍に加入した。その後、保定陸軍軍官学校で同学だった唐生智の配下となり、護法運動に関連する様々な戦役に参戦、順調に昇進した。1924年（民国13年）、湘軍第4師第8旅旅長に任ぜられている。
1926年（民国15年）6月、唐生智が国民革命軍の序列に加わったことに伴い、李品仙は第8軍第3師師長に任ぜられた。北伐に際しては、湖南省各地の攻略と湖北省での呉佩孚軍撃破に貢献している。翌年2月、第8軍副軍長、さらに4月には軍長に昇進し、武漢三鎮衛戍総司令や湖北省政府委員も兼任した。上海クーデター（四・一二政変）が勃発すると、蔣介石を支持して中国共産党の粛清に従事している。

### 新広西派へ
同年10月からの寧漢戦争でも李品仙は唐生智に追従したが、唐は新広西派（新桂系）の李宗仁らに敗北してしまう。李品仙は翌1928年（民国17年）2月、新広西派に帰順し、4月には国民革命軍第4集団軍第12路軍総指揮兼第8軍軍長に任ぜられた。その後、北伐に再び加わり、灤河で直魯聯軍3万を武装解除し、唐山に駐留している。1929年（民国18年）3月、蔣桂戦争が勃発すると、蔣介石が唐生智を再起用する。李品仙も唐の下に戻り、第5路軍副総指揮兼第8軍軍長として再び新広西派と戦う。
しかし同年末に唐生智は再び蔣介石に反旗を翻し、李品仙もこれに従った。翌年1月、唐は敗北し、李も下野して香港に一時逃れている。この年に中原大戦が勃発すると、李は今度は新広西派から招聘され、湖南善後督弁に起用された。中原大戦で新広西派が敗北すると、李は広西に戻り、第4集団軍総司令部参謀長を務めている。以後、南寧軍官学校校長、広西辺防対汛督弁兼左江区行政監督、竜州区民団指揮官などを歴任し、1935年（民国24年）に再び第4集団軍総司令部参謀長に返り咲いた。1936年（民国25年）1月、陸軍中将に昇進し、7月には広西綏靖公署副主任となっている。翌年3月、陸軍上将銜を授与された。

### 日中戦争において

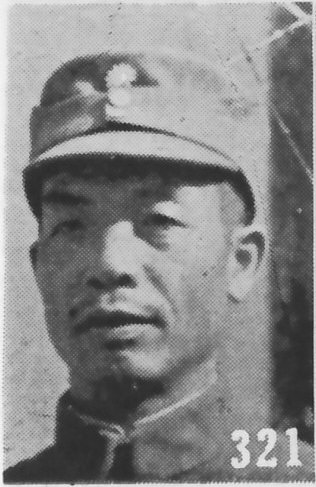
李品仙別影（『最新支那要人伝』1941年）

1937年（民国26年）7月に日中戦争が勃発し、12月には李品仙は第11集団軍総司令（3個軍統轄）に任命される。李品仙は李宗仁が管轄する第5戦区に赴任し、台児荘の戦いや徐州会戦に参戦、日本軍に大打撃を与える軍功をあげた。翌1938年（民国27年）6月には武漢会戦に参戦し、武漢防衛軍第4兵団司令に任ぜられている。最終的に10月に武漢は陥落したが、李品仙率いる軍は他の友軍に比べ善戦し、その後湖北省で休養・再編に努めた。1939年（民国28年）4月には、随棗会戦（日本側呼称は襄東会戦）に参戦、日本軍の4個師団などと激戦を展開し、攻勢を食い止める軍功をあげた。
1939年（民国28年）11月、李品仙は安徽省政府主席に任命され、更に第21集団軍総司令に昇進した。安徽省では抗日体制の整備に取り組み、1940年（民国29年）5月の第2次随棗会戦（随宜会戦とも。日本側呼称は宜昌作戦）や1941年（民国30年）8月の第2次長沙会戦でも、日本軍への効果的な反撃に成功している。その一方で、李は共産党への弾圧・粛清も強力に遂行し、1941年（民国30年）1月には新四軍を包囲・攻撃、これを殲滅した（皖南事変）。これらの軍功もあって、1945年（民国34年）1月、第10戦区司令長官に昇進し、6月には中国国民党第6期中央執行委員に選出されている。終戦に際しては、徐州方面で日本軍の降伏受諾事務に従事した。

### 晩年
1946年（民国35年）4月より、李品仙は安徽省政府主席に専任となったが、同年中に徐州綏靖公署副主任を兼任し、国共内戦での迎撃作戦にも参与している。1948年（民国37年）、李宗仁が副総統選挙に出馬すると、これを全面的に支援した。同年、李品仙は華中軍政長官公署副長官（長官：白崇禧）に任ぜられ、翌1949年（民国38年）5月には桂林綏靖公署主任となった。しかし中国人民解放軍の攻勢を食い止めることはできず、同年12月、台湾へ逃亡した。
台湾での李品仙は、総統府戦略顧問委員会顧問に任ぜられている。1953年（民国42年）に退職し、台北市水源里の隣長（隣組の長）として余生を送った。
1987年（民国76年）3月23日、台北市にて病没。享年98（満96歳）。